# Kinésithérapie respiratoire
 (juillet 2008).
Si vous disposez d'ouvrages ou d'articles de référence ou si vous connaissez des sites web de qualité traitant du thème abordé ici, merci de compléter l'article en donnant les références utiles à sa vérifiabilité et en les liant à la section « Notes et références ».
 (juillet 2008).
La kinésithérapie respiratoire  est un ensemble de techniques dont le but est d'aider un patient à expectorer les sécrétions présentes dans l'arbre bronchique (ex : dans la mucoviscidose) qui ont été utilisées de façon controversée dans le traitement de la bronchiolite du nourrisson.
Dans le cadre de la réhabilitation respiratoire, l'augmentation des possibilités à l'effort permet d'améliorer la qualité de vie des patients.
Lorsque la quantité de mucus est importante, l'air ne peut plus passer normalement. La technique de l'augmentation du flux expiratoire (AFE) est indiquée chez le nourrisson, sachant que les lavages de nez sont indiqués lorsque les voies nasales sont bouchées (le nourrisson respirant préférentiellement par le nez pendant les 3 premiers mois de vie).
Chez l'adulte, les techniques se tourneront plutôt vers la ventilation dirigée : expiration lente et totale lèvres pincées puis expiration lente totale à glotte ouverte (ELTGOL) décrite par Postiaux, le drainage autogène.

## Pratique en France
En France, depuis 2019, l'usage de kinésithérapie respiratoire n'est pas recommandé par la Haute Autorité de Santé et le Conseil National de Pédiatrie dans le traitement de la bronchiolite du nourrisson.
Exemple du déroulement d'une séance : conformément à la convention d'exercice, un kinésithérapeute français effectue au préalable des séances un bilan diagnostic kinésithérapique. Cette démarche d'évaluation diagnostique permet d'apprécier la faisabilité du soin — rapport bénéfice/risque (HAS) — par l'évaluation de la charge de travail ventilatoire auquel le patient doit faire face et donc apprécier les effets d'une augmentation de cette charge de travail induite par le soin kinésithérapique (Delplanque).
- Auscultation des bruits pulmonaires : absents ? sibilants ? crépitants ? râles humides ?
- Évaluation par le kinésithérapeute du niveau d'encombrement bronchique et choix des techniques.
- Augmentation du flux expiratoire (AFE) chez l'enfant et le nourrisson.
- Expiration lente et complète (avec la bouche ouverte chez l'adulte).
- Expiration rapide.
- Toux, crachat, …
- Réévaluation par le kinésithérapeute qui décide selon l'évolution de l'encombrement de la poursuite ou de la fin de la séance.

Une séance de kinésithérapie respiratoire n'a pas de durée moyenne car elle dépend essentiellement de l'importance de l'encombrement bronchique et de l'état de fatigue du patient.

## Évaluation scientifique et controverses
Alors que ces techniques étaient couramment utilisées en France, la Revue Prescrire, célèbre pour avoir dévoilé le scandale du Mediator, alerte à plusieurs reprises quant à l'inefficacité de la kinésithérapie dans le traitement de la bronchiolite du nourrisson en 2006 tout d'abord, puis en 2010 et en 2012. La revue conclut : « Mieux vaut épargner cette épreuve aux bébés. »
Les revues systématiques publiées par la Collaboration Cochrane, organisation non gouvernementale visant à promouvoir une pratique médicale fondée sur la science, concluent à l'inefficacité de la kinésithérapie respiratoire dans le traitement de la bronchiolite du nourrisson en milieu hospitalier ainsi qu'à l'absence de preuve scientifique de l'efficacité de ces techniques en ambulatoire, c'est-à-dire hors de l'hôpital,.